# An Wang
An Wang (en chino: 王安; en pinyin: Wáng Ān; 7 de febrero de 1920 - 24 de marzo de 1990) fue un ingeniero informático chino-estadounidense que fundó la compañía Wang Laboratories, conocida por sus procesadores de textos. Hizo importantes contribuciones al desarrollo de la memoria de núcleos magnéticos.

## Biografía
Wang estableció Wang Laboratories como una empresa individual en 1951, después de lo cual obtuvo fondos vendiendo un tercio de la empresa a Warner & Swasey Company. 
En 1955, cuando Wang recibió la patente para memoria de núcleos, la vendió a IBM por 500.000 dólares y   reforzó Wang Laboratories con Ge-Yao Chu, un compañero de escuela. Wang empezó a crear calculadoras electrónicas de mesa con pantallas digitales.
Para el año 1970, la empresa había logrado ventas de 27 millones de dólares y tenía 1.400 empleados. Wang Laboratories empezó a fabricar procesadores de texto en 1974.
Además de calculadoras y procesadores de texto, Wang Laboratories empezó a fabricar minicomputadoras en la década de 1970. El Wang 2200 fue una de los primeros ordenadores con una gran pantalla CRT. 
En 1984, la revista Forbes estimó el valor de la fortuna de Wang en 1.6 mil millones de dólares, el quinto estadounidense más rico.
Wang Laboratories se encontraba en Tewksbury, Massachusetts y más tarde Lowell, Massachusetts y en 1989 empleaba a unas 30.000 personas. Wang nombró a su hijo Fred como sucesor suyo en 1986, pero se vio obligado a reemplazarlo en 1989. 
An Wang también estableció el Instituto Wang de Estudios de Postgrado en Tyngsborough, Massachusetts, ofreciendo un programa en la ingeniería del software. Sin embargo, en 1987, Wang decidió discontinuar la institución y trasladó la propiedad a la Universidad de Boston.  
An Wang también contribuyó a la restauración del Metropolitan Theatre, que se convirtió en el Wang Center for the Performing Arts. Wang donó 4 millones de dólares al Hospital General de Massachusetts.
An Wang murió de cáncer en 1990.